# Siwa (mitologia)
|  | No s'ha de confondre amb la deessa hindú Shiva.. |

|  | Per a altres significats, vegeu «Siwa». |

Siwa, també anomenada —depèn de la regió— Živa, Živena, Żiwia, Siva, Sieba, Razivia, Zhiva, etc., fou en la mitologia eslava la deessa de l'amor, la vida i la fertilitat, depenent de la regió. Adorada a Rússia, Polònia, República Txeca, Eslovàquia, Eslovènia i Alemanya. Era la dona de Siebog, déu de l'amor i del matrimoni. El seu nom es pot traduir com "viure", "ser" i/o "existent".